# Пітер Фарреллі
Пі́тер Джон Фарре́ллі (англ. Peter Farrelly; нар. 17 грудня 1956, Фініксвіль, Пенсільванія США) — американський продюсер, кінорежисер і сценарист. Творчий тандем Пітера та Боббі Фарреллі знаменитий переважно тим, що брати режисують і продюсують химерні, трохи вульгарні комедії та романтичні комедійні фільми, такі як «Дурний і ще дурніший», «Любов зла», «Я, знову я та Ірен» «Дещо про Мері» та інші. Самостійно Пітер Фарреллі у 2018 році зрежисував за власним сценарієм драмедію «Зелена книга», яка отримала нагороду глядачів на кінофестивалі в Торонто у 2018 році. У 2019 році Фарреллі отримав премію «Оскар» за найкращий фільм року та найкращий оригінальний сценарій.

## Ранні роки
Пітер Фарреллі народився 17 грудня 1956 року в місті Фініксвіль, штат Пенсільванія (США), в сім'ї лікаря Роберта Лео Фарреллі та медсестри Маріанн. Його бабуся й дідусь були ірландськими іммігрантами. Пітер закінчив Школу Кента (англ. Kent School) в 1975 році і Провіденс-коледж (англ. Providence College), після чого навчався письменницькій професії в різних навчальних закладах, у тому числі в Колумбійському університеті в Нью-Йорку.

## Творча кар'єра
Після закінчення коледжу Пітер Фарреллі працював сценаристом на телебаченні та писав для популярного ситкому «Сайнфелд». У 1994 році дебютував як режисер, поставивши спільно з братом комедію «Дурний і ще дурніший» з Джимом Керрі та Джеффом Деніелсом у головних ролях. Після цього брати Пітер та Боббі Фарреллі зрежисували за власними сценаріями і випустили кілька комедійних фільмів, включаючи «Королі боулінгу» (1996), «Дещо про Мері» (1998), «Любов зла» (2001), «Я, знову я та Ірен» (2000), «Застряг у тобі» (2003) та «Бейсбольна лихоманка» (або «Чоловік мрії», 2005).
У 2006 році Пітер Фарреллі брав участь в створенні телевізійних рекламних роликів для пивного бренду «Miller Lite», у яких знімалися актор Берт Рейнольдс, американський футболіст Джером Беттіс, альпініст Арон Ралстон та професійний борець Тріпл Ейч.
У 2018 році Пітер Фареллі зняв за власним сценарієм драмедійний фільм «Зелена книга» з Вігго Мортенсеном та Магершалою Алі у головних ролях. Світова прем'єра стрічки відбулася 11 вересня 2018 року на 43-му Міжнародному кінофестивалю у Торонто, де він отримав головний приз «Народний вибір» за найкращий фільм У січні 2019 року стрічка була номінована на 91-шу премію «Оскар» Американської кіноакадемії в п'яти категоріях, з яких у трьох отримала нагороди, в тому числі за найкращий фільм року. Крім того фільм був відзначений низкою інших престижних міжнародних та професійних кінонагород.

## Фільмографія

### Фільми
| Рік  | Назва                 | Режисер | Сценарист | Продюсер | Додатково                                          |
| ---- | --------------------- | ------- | --------- | -------- | -------------------------------------------------- |
| 1994 | Тупий та ще тупіший   | Так     | Так       | Ні       | спільно з Боббі Фарреллі                           |
| 1996 | Королі боулінгу       | Так     | Ні        | Ні       | спільно з Боббі Фарреллі                           |
| 1998 | Дещо про Мері         | Так     | Так       | Так      | спільно з Боббі Фарреллі                           |
| 1999 | Перше кохання         | Ні      | Так       | Так      | спільно з Боббі Фарреллі                           |
| 2000 | Я, знову я та Ірен    | Так     | Так       | Так      | спільно з Боббі Фарреллі                           |
| 2001 | Осмозіс Джонс         | Так     | Ні        | Так      | спільно з Боббі Фарреллі                           |
| 2001 | Любов зла             | Так     | Так       | Так      | спільно з Боббі Фарреллі                           |
| 2003 | Застряг у тобі        | Так     | Так       | Так      | спільно з Боббі Фарреллі                           |
| 2005 | Бейсбольна лихоманка  | Так     | Ні        | Ні       | спільно з Боббі Фарреллі                           |
| 2005 | Той, хто телефонує    | Ні      | Ні        | Так      | спільно з Боббі Фарреллі                           |
| 2007 | Дівчина моїх кошмарів | Так     | Так       | Ні       | спільно з Боббі Фарреллі                           |
| 2011 | Безшлюбний тиждень    | Так     | Так       | Так      | спільно з Боббі Фарреллі                           |
| 2012 | Три телепні           | Так     | Так       | Так      | спільно з Боббі Фарреллі                           |
| 2013 | Фільм 43              | Так     | Ні        | Так      | 3 сегменти «The Pitch» «The Catch» «Truth or Dare» |
| 2014 | Тупий та ще тупіший 2 | Так     | Так       | Так      | спільно з Боббі Фарреллі                           |
| 2018 | Зелена книга          | Так     | Так       | Так      |                                                    |
| 2022 | Пиво зі смаком дружби | Так     | Так       | Ні       |                                                    |
| 2024 | Рікі Стенікі          | Так     | Так       | Ні       |                                                    |
| 2024 | Любий Санта           | Ні      | Так       | Так      | спільно з Боббі Фарреллі                           |

### Телебачення
| Рік         | Назва         | Режисер | Сценарист | Продюсер | Епізод(и)           |
| ----------- | ------------- | ------- | --------- | -------- | ------------------- |
| 1992        | Сайнфелд      | Ні      | Так       | Ні       | S4.E10 «The Virgin» |
| 2003        | Blitt Happens | Так     | Так       | Ні       | Пілот               |
| 2008        | Відчепися     | Так     | Ні        | Ні       | Пілот               |
| 2017 — 2021 | Лаудермілк    | Так     | Так       | Так      | 13 епізодів         |

## Визнання
(Список не є вичерпним)
| Рік                                                | Категорія                                          | Фільм         | Результат |
| -------------------------------------------------- | -------------------------------------------------- | ------------- | --------- |
| Бостонське товариство кінокритиків                 |                                                    |               |           |
| 1998                                               | Найкращий сценарій                                 | Дещо про Мері | Номінація |
| Премія Гільдії американських кінопродюсерів        |                                                    |               |           |
| 1999                                               | Премія Vision за кінотеатральний фільм             | Дещо про Мері | Перемога  |
| 2019                                               | Видатний продюсер кінотеатрального фільму          | Зелена книга  | Перемога  |
| Монреальський фестиваль комедії «Просто для сміху» |                                                    |               |           |
| 2001                                               | Нагорода «Просто для сміху»                        | Осмосіс Джонс | Перемога  |
| Міжнародний кінофестиваль у Торонто                |                                                    |               |           |
| 2018                                               | Приз Народний вибір                                | Зелена книга  | Перемога  |
| Кінофестиваль в Остіні                             |                                                    |               |           |
| 2018                                               | Приз аудиторії                                     | Зелена книга  | Перемога  |
| Бостонський кінофестиваль                          |                                                    |               |           |
| 2018                                               | Приз фестивалю за найкращий фільм                  | Зелена книга  | Перемога  |
| Кінофестиваль у Вірджинії                          |                                                    |               |           |
| 2018                                               | Приз аудиторії за найкращий оповідний фільм        | Зелена книга  | Перемога  |
| Міжнародний кінофестиваль у Сент-Луїсі (США)       |                                                    |               |           |
| 2018                                               | Приз аудиторії за найкращий художній фільм         | Зелена книга  | Перемога  |
| Премія «Капрі, Голлівуд»                           |                                                    |               |           |
| 2018                                               | Найкращий оригінальний сценарій                    | Зелена книга  | Перемога  |
| Денверський міжнародний кінофестиваль              |                                                    |               |           |
| 2018                                               | Премія Народний вибір за найкращий оповідний фільм | Зелена книга  | Перемога  |
| Детройтське товариство кінокритиків                |                                                    |               |           |
| 2018                                               | Найкращий сценарій                                 | Зелена книга  | Перемога  |
| Кінофестиваль у Міддлбурзі (США)                   |                                                    |               |           |
| 2018                                               | Приз аудиторія за найкращий оповідний фільм        | Зелена книга  | Перемога  |
| Кінофестиваль у Мілл Валлі (Каліфорнія, США)       |                                                    |               |           |
| 2018                                               | Приз аудиторії                                     | Зелена книга  | Перемога  |
| Кінофестиваль у Новому Орлдеані                    |                                                    |               |           |
| 2018                                               | Приз аудиторії                                     | Зелена книга  | Номінація |
| Філадельфійський кінофестиваль                     |                                                    |               |           |
| 2018                                               | Приз аудиторії за найкращий художній фільм         | Зелена книга  | Перемога  |
| Спільнота кінокритиків Фенікса                     |                                                    |               |           |
| 2018                                               | Найкращий оригінальний сценарій                    | Зелена книга  | Перемога  |
| Кінопремія Голлівуду                               |                                                    |               |           |
| 2018                                               | Сценарист року                                     | Зелена книга  | Перемога  |
| Премія «Золотий глобус»                            |                                                    |               |           |
| 2019                                               | Найкращий режисер — Кінофільм                      | Зелена книга  | Номінація |
| 2019                                               | Найкращий сценарист — Кінофільм                    | Зелена книга  | Перемога  |
| Премія БАФТА                                       |                                                    |               |           |
| 2019                                               | Найкращий фільм                                    | Зелена книга  | Номінація |
| 2019                                               | Найкращий оригінальний сценарій                    | Зелена книга  | Номінація |
| Премія «Оскар»                                     |                                                    |               |           |
| 2019                                               | Найкращий фільм року                               | Зелена книга  | Перемога  |
| 2019                                               | Найкращий оригінальний сценарій                    | Зелена книга  | Перемога  |